# أندرو فورد
أندرو فورد هو سباح كندي، ولد في 19 يونيو 1989 في جيلف في كندا.

## روابط خارجية
- أندرو فورد على موقع اللجنة الأولمبية الدولية (الإنجليزية)
- أندرو فورد على موقع أوليمبيديا (الإنجليزية)
- أندرو فورد على موقع اللجنة الأولمبية الكندية (الإنجليزية)